# Harleen Kalkat
Dalinda Harleen Kalkat, tidigare Sandelin, född 12 januari 1976 i Stockholm, är en svensk skådespelare.
Kalkat studerade vid Teaterhögskolan i Göteborg 1999–2003. Hon har bland annat spelat i Johan Wahlströms uppsättning av Neil Simons Tjechov-bearbetning Nysningen (2003) på Stockholms stadsteater och Philip Zandéns uppsättning av Hamlet (2004).
Spelar Önis i tv-serien Händelser vid vattten (2022) regisserad av Mikael Marcimain baserad på en roman av Kerstin Ekman.

## Filmografi
- 2003 – Hoppet (kortfilm)
- 2007 – Workshopen (kortfilm)
- 2009 – Tokyo Torpedo (kortfilm)
- 2009 – Syndabocken (kortfilm)
- 2009 – Syner (kortfilm)
- 2009 – Labradorregeringen: Sketcher från världens bästa oproducerade serie (kortfilm)
- 2011 – Kärleksbarn (kortfilm)

## Teater

### Roller (ej komplett)
| År   | Roll                                               | Produktion                 | Regi            | Teater                 |
| ---- | -------------------------------------------------- | -------------------------- | --------------- | ---------------------- |
| 2003 | Teaterbesökare Sköterskan Den unga kvinnan Flickan | Nysningen Neil Simon       | Johan Wahlström | Stockholms stadsteater |
| 2004 | Teater-Lucianus Skådespelare Hovdam                | Hamlet William Shakespeare | Philip Zandén   | Stockholms stadsteater |